# Ilirska Bistrica
Ilirska Bistrica (německy: Illyrisch Feistritz; italsky: Villa del Nevoso, před rokem 1927 Bisterza; maďarsky: Illíbeszterce) je sídelní město občiny Ilirska Bistrica v Přímořsko-vnitrokraňském regionu ve Vnitřním Kraňsku ve Slovinsku. V roce 2020 žilo v Ilirské Bistrici 4 323 obyvatel na ploše 34,8 km².

## Geografie
Centrum města se nachází na starodávné stezce z Postojné do Rijeky na pobřeží Jadranu. Město leží v údolí řeky Reka. Na severovýchodě leží město na strmém okraji hustě zalesněné planiny Snežnik. Na jihozápadě tvoří pohoří Brkini přirozenou hranici se Slovinským přímořím.

## Název a znak města
Název Ilirska Bistrica (česky Ilyrská Bystřice) pochází z doby Ilyrského království, jež bylo mezi lety 1816 až 1849 součástí Rakouského císařství. Označení Ilyrská obdržela kvůli existenci více Bystric v říši, například Slovenska Bistrica nebo Banská Bystrica.
Městský znak odkazuje na historii města, kdy zde v předslovanské době žil kmen Ilyrů. Dnešní městský znak byl vytvořen v polovině 19. století a jedná se pouze o mírnou úpravu znaku Ilyrského království.

## Historie

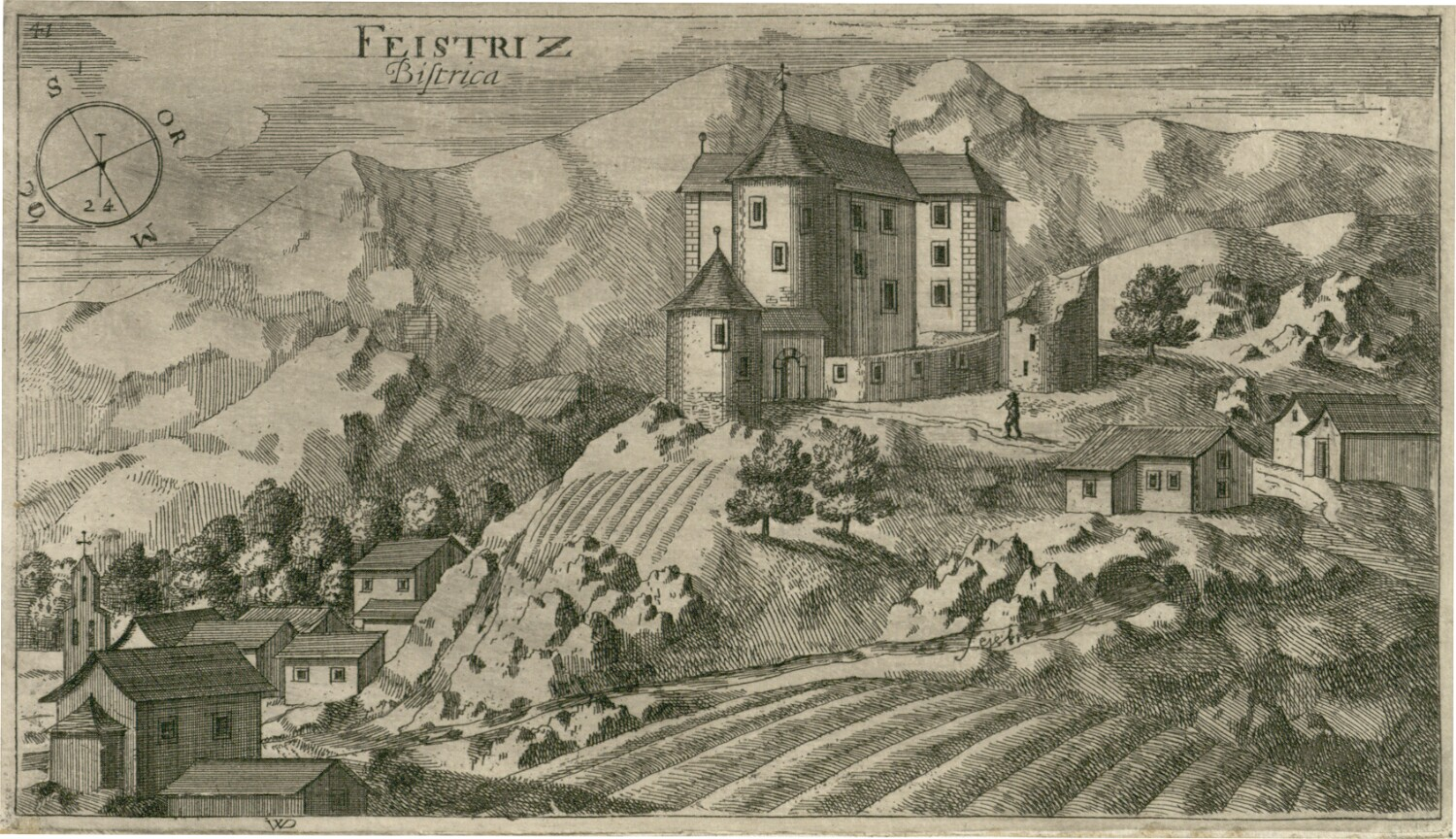
Hrad Bistrica na malbě Janeze Vajkarda Valvasora z roku 1679

Ve 12. století vznikla středověká pevnost na místě někdejší prehistorické osady východně od centra města. Hrad byl v držení hrabat z Duina, od 14. století ho vlastnil rod Auerspergů.
První písemná zmínka o samotné osadě pochází z období kolem roku 1300. Její výhodná poloha, okolní krasové jeskyně a husté lesy vedly od 15. století k hospodářskému rozvoji. Rozmáhalo se dřevařství, přibývalo pil. Po dlouhá staletí bylo město součástí Kraňského vévodství v rámci Habsburské monarchie. V 19. století zásobovali místní obchodníci se dřevem rakouské přístavy Terst a Rijeka. Roku 1873 byla společností Rakouská Jižní dráha uvedena do provozu železnice. Tato železnice spojovala město Pivka a Rakouskou Jižní dráhu přes Ilyrskou Bystřici s pobřežními městy Opatija a Rijeka.
Během posledních sto let byla tvář města ovlivněna především národy, kterými bylo město obsazeno. Od roku 1867 bylo město ovládáno Rakouskem-Uherskem. Roku 1920 bylo obsazeno Italským královstvím. Po druhé světové válce bylo součástí Jugoslávie a od roku 1991 je součástí samostatného Slovinska. Zbytky těchto obsazení lze spatřit na početných památnících nebo na italských kasárnách z druhé světové války.

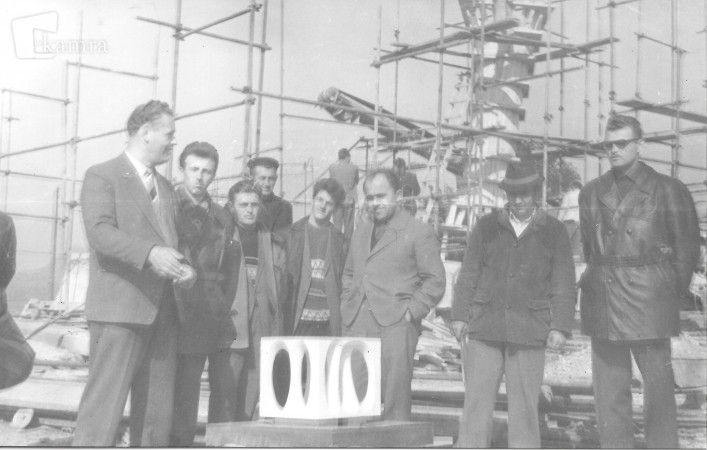
Stavba památníku u Ilirske Bistrice, 1965

Během posledních dní druhé světové války 97. armádní sbor Wehrmachtu pod velením generála horských vojsk Ludwiga Küblera bránil území mezi Rijekou a Snežnikem, také známé jako "Ingridstellung" nebo jako obranná linie Ingrid. Úkolem této linie bylo zabránit dalšímu postupu Jugoslávců proti Terstu a Lublani a týlu armádních skupin C a E. 97. armádní sbor se dostal do obklíčení v prostoru okolo Ilyrské Bystřice a Snežniku, když generál Tito rozkázal 4. armádě obklíčit Němce a dobýt Terst. Teprve když jugoslávští partyzáni dobyli Terst, dostal 97. armádní sbor rozkaz provést průlom přes Ilyrskou Bystřici, Postojnou na Lublaň. Průlom začal v noci z 2. na 3. května 1945. Během 5. a 6. května se Němcům podařilo obsadit Ilyrskou Bystřici, ale další postup se zdál nemožný. Dne 7. května v 6:04 byla podepsána kapitulace. Okolo 16 tisíc německých vojáků, 40 důstojníků a 3 generálové padli do zajetí. Ukořistěné vybavení zahrnovalo 31 tanků, 841 kusů dělostřelectva, 536 minometů, 1670 kulometů, 2468 lehkých kulometů a 716 různých motorových vozidel.
27. června roku 1991, během slovinské války za nezávislost, blokovala Teritoriální obrana Republiky Slovinsko silnici spojující město s Rijekou, kde se nacházel 13. pěší armádní sbor Jugoslávské lidové armády. Později stejného dne podnikli Slovinci útok na hlídku Jugoslávců ve vsi Koseze u Ilyrské Bystřice. Po těžkých bojích Jugoslávská lidová armáda ustoupila. Bitva skončila se třemi mrtvými jugoslávskými vojáky a několika zraněnými na obou stranách.

### Masové hroby
Ilirska Bistrica je místem dvou známých masových hrobů z druhé světové války. Masový hrob Stražica (slovinsky: Grobišče pod Stražico), také známý jako masový hrob Černých polí (Grobišče Črne njive), se nachází severně od města, asi 170 metrů severně od vrcholu Stražica. Tento hrob obsahuje pozůstatky německých vojáků 97. armádního sboru, kteří padli na začátku května 1945. Hrob byl exhumován.
Masový hrob a hřbitov (Grobišče pod pokopališčem) se nachází vedle městského hřbitova. Obsahuje pozůstatky 82 německých vojáků pochovaných v bývalém zákopu. Asfaltová cesta a parkoviště byly položeny přes hrob, když byl hřbitov rozšířen.

## Osobnosti
- Dragotin Kette (1876–1899), slovinský básník
- Rado Pehaček (191–1983), jugoslávský partyzán, později generál Lidové armády Jugoslávie
- Vlado Valenič (1903–1999), historik
- Dragan Živadinov (* 1960), divadelní režisér

## Náboženství
Městský farní kostel je zasvěcen svatému Petrovi a spadá pod Koperskou diecézi. Druhý kostel ve městě je zasvěcen svatému Jiří.

## Turismus
Město je turisty využíváno jako výchozí bod k cestě na vrchol Snežniku. Cesta z města na vrchol trvá den. Nejvyšší bod pohoří, Velký Sněžník (1796 m n. m.) (slovinsky: Veliki Snežnik), je nejvyšší nealpský bod ve Slovinsku. Zároveň je město oblíbenou zastávkou na cestě do Chorvatska.

## Sport
Ve městě sídlí:
- Basketbalový klub KK Plama Pur, který hraje druhou nejvyšší slovinskou basketbalovou ligu,
- Fotbalový klub NK Ilirska Bistrica, který hraje třetí slovinskou fotbalovou ligu.

Ve městě také sídlí další kluby a asociace, jako třeba klub házenkářský, několik karatistických klubů a lukostřelecký klub. Pravidelně se zde koná automobilový závod do vrchu v rámci mistrovství Evropy.